# Integració de Models de Maduresa de Capacitats
Integració de Models de Maduresa de Capacitats (de l'anglès Capability Maturity Model Integration o CMMI) és un model per a la millora i avaluació de processos per al desenvolupament, manteniment i operació de sistemes de programari.

## Models CMMI
Les millors pràctiques CMMI es publiquen en els documents anomenats models. En l'actualitat hi ha tres àrees d'interès cobertes pels models de CMMI : Desenvolupament, Adquisició i Serveis.
La versió actual de CMMI és la versió 1.3 la qual correspon a CMMI - SVC, alliberada l'1 de novembre de 2010. Hi ha tres constel·lacions de la versió 1.2 disponible :
- CMMI per al Desenvolupament (CMMI - DEV o CMMI for Development), versió 1.2, alliberat l'agost de 2006. S'hi tracten processos de desenvolupament de productes i serveis.
- CMMI per a l'adquisició (CMMI - ACQ o CMMI for Acquisition), versió 1.2, alliberat el novembre de 2007. S'hi tracten la gestió de la cadena de subministrament, adquisició i contractació externa en els processos del govern i la indústria.
- CMMI (CMMI - SVC o CMMI for Services), està dissenyat per cobrir totes les activitats que requereixen gestionar, establir i lliurar serveis.

Dins de la constel·lació CMMI - DEV, hi ha dos models:
- CMMI-DEV
- CMMI-DEV + IPPD (Integrated Product and Process Development)

Independentment de la constel·lació/model a la que opta una organització, les pràctiques CMMI s'han d'adaptar a cada organització en funció dels seus objectius de negoci.
Les organitzacions no poden ser certificades CMMI. Per contra, una organització és avaluada (per exemple, usant un mètode d'avaluació com SCAMPI —Standard CMMI Appraisal Method for Process Improvement—) i rep una qualificació de nivell 1-5 si segueix els nivells de Maduresa (si bé es comença amb el nivell 2). En el cas que vulgui l'organització, pot agafar àrees de procés i en comptes de per nivells de maduresa pot obtenir els nivells de capacitat en cadascuna de les àrees de procés, obtenint el «Perfil de Capacitat» de l'organització.

## Avaluació (Appraisal)
Moltes organitzacions valoren poder mesurar el seu progrés duent a terme una avaluació (appraisal) i guanyant una classificació del nivell de maduresa o d'un nivell de capacitat d'assoliment. Aquest tipus d'avaluacions són realitzades per diferents raons, per exemple, per determinar com de bé els processos de l'organització es comparen amb les millors pràctiques CMMI i determinar quines millores es poden fer.
Les valoracions de les organitzacions utilitzant un model CMMI s'han d'ajustar als requisits definits en el document ARC (Appraisal Requirements for CMMI). L'avaluació s'enfoca a identificar oportunitats de millora i comparar els processos de l'organització amb les millors pràctiques CMMI. Els equips d'avaluació usen el model CMMI i un mètode amb ARC per guiar la seva avaluació i report de conclusions. Els resultats de l'avaluació són usats per a planejar millores en l'organització. Hi ha tres classes d'avaluació: Classe A, B, C. El Standard CMMI Appraisal Method for Process Improvement (SCAMPI) és un mètode d'avaluació que compleix tots els requeriments ARC. Una avaluació de classe A és més formal i és l'única que pot resultar en una classificació de nivell.
SCAMPI és el mètode oficial SEI (Software Engineering Institute) per proveir punts de referència de sistemes de qualificació en relació amb els models CMMI. SCAMPI s'usa per identificar fortaleses i debilitats dels processos, revelar riscos de desenvolupament/adquisició i determinar nivells de capacitat i maduresa. S'utilitzen ja sigui com a part d'un procés o programa de millorament, o per a la qualificació de possibles proveïdors. El mètode defineix el procés d'avaluació constant de preparació; les activitats sobre el terreny; observacions preliminars, conclusions i valoracions; presentació d'informes i activitats de seguiment.